# Северен Бенд (град, Орегон)
Северен Бенд (на английски: North Bend) е град в окръг Кус, щата Орегон, САЩ. Северен Бенд е с население от 9544 жители (2000) и обща площ от 13,1 km². Намира се на 12,5 m надморска височина. ЗИП кодът му е 97459, а телефонният му код е 541.